# Ирена Бернашкова
Ирена Бернашкова (Праг, 7. фебруар 1904 ― Берлин, 26. август 1942) била је чехословачка новинарка, чланица покрета отпора активна у борби против немачке окупације током Другог светског рата и прва Чехиња коју је Народни суд у Берлину осудио на смрт.

## Детињство и младост
Рођена је 7. фебруара 1904. у Прагу као друга од три ћерке сликара Војтеха Прајсига. Током Првог светског рата, породица је живела у Бостону, у Сједињеним Државама. Њихова вила је постала важан центар састанака политичара и државника који су се борили за чехословачку независност. Личности попут Томаша Масарика, Едварда Бенеша и Милана Растислава Штефаника посећивале су њихову кућу. Бернашкова се заједно са својим сестрама вратила у Чехословачку 1921. 
Године 1925. се у Прагу удала се за свог рођака Франтишека Бернашека. Њени родитељи нису одобрили брак, а њен отац је чак прекинуо сваки контакт са њом на четири године. Са супругом се настанила у вили у области Спорилов, у Прагу. Током мобилизације у Минхену, добровољно се пријавила као медицинска сестра Црвеног крста и помагала избеглицама из окупираног чехословачког пограничног подручја.

## Отпор и смрт
Током окупације Чехословачке од немачких трупа почела је да дистрибуира летке и почела је да сарађује са својим оцем на објављивању илегалног часописа V boj 1939. године. Помагала је у организовању илегалних трансфера преко границе са Словачком. Иако ју је Гестапо тражио, успела је да избегне хапшење и наставила је да објављује часопис.
Ухапшена је 21. септембра 1940. у Прагу, у улици Поричи, са лажним документима. Током испитивања покушала је да сама прихвати сву кривицу и спасила је неколико других чланова отпора. Ипак, чланови њене породице су ухапшени – њен супруг је преминуо у концентрационом логору Бухенвалд, а њен отац у логору Дахау. Била је прва Чехиња коју су нацисти осудили на смрт. Осуђена је 5. марта 1942, а затим је гиљотинирана крајем августа исте године у затвору Плетцензе у Берлину.

## Награде
Године 1946. је постхумно одликована Чехословачким ратним крстом 1939. 
Године 1998. ју је председник Вацлав Хавел постхумно одликовао Медаљом за хероизам.